# Каэле
Каэле (англ. Kaélé) – город в Камеруне, административный центр департамента Майо-Кани Крайнесеверного региона страны.
Расположен недалеко от границы с Чадом, в 104 км к югу от Маруа столицы региона. В городе проживало по состоянию на 2012 год 30 609 человек. 
Каэле — один из крупнейших городов этнической группы мунданг, которая является коренной народностью Чада.
В городе размещается компания по производству хлопкового масла Diamaor.
До Каэле можно добраться по автодороге, имеется гражданский аэропорт со взлетно-посадочной полосой.

## Галерея

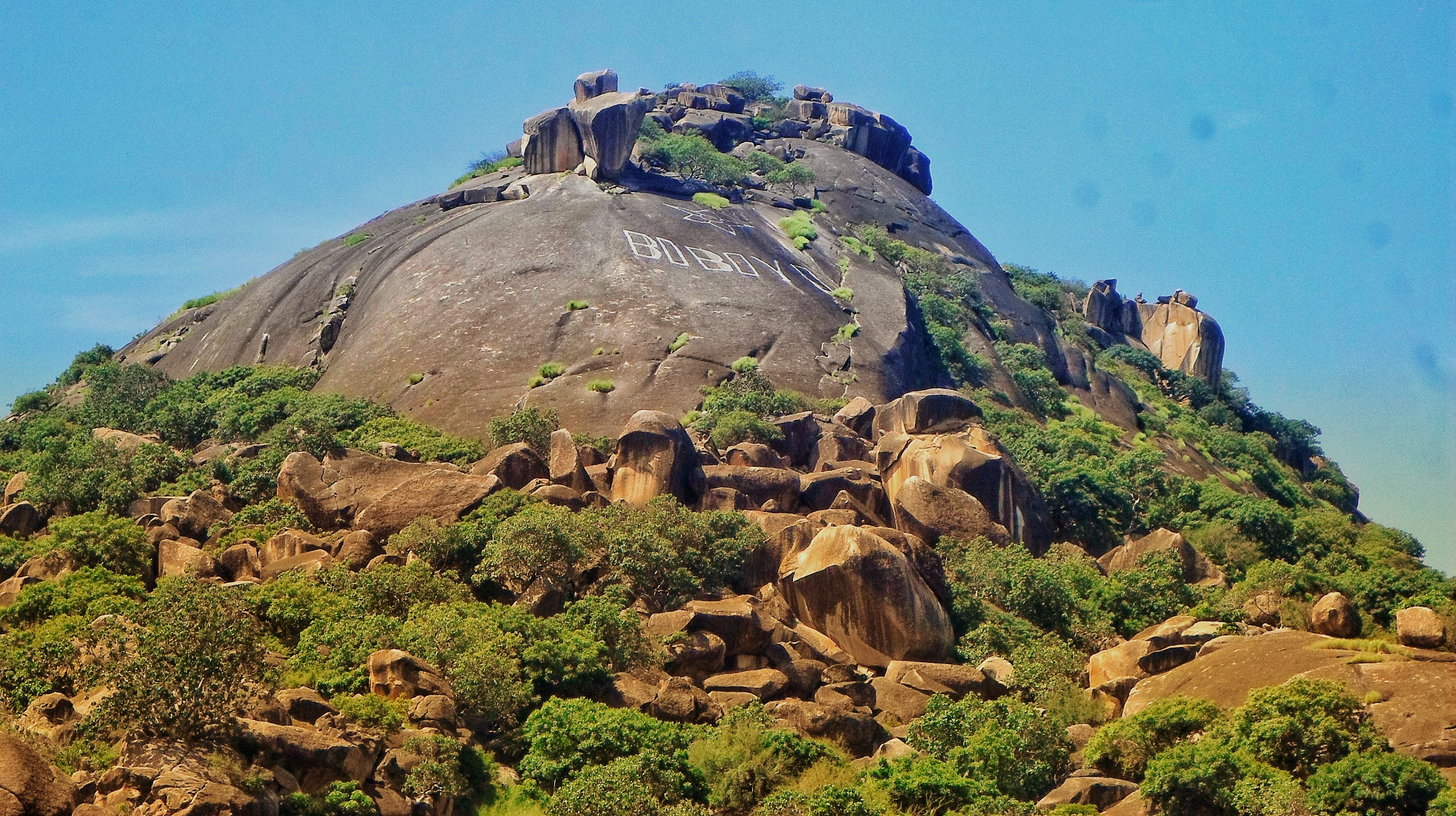
Гора Boboyo
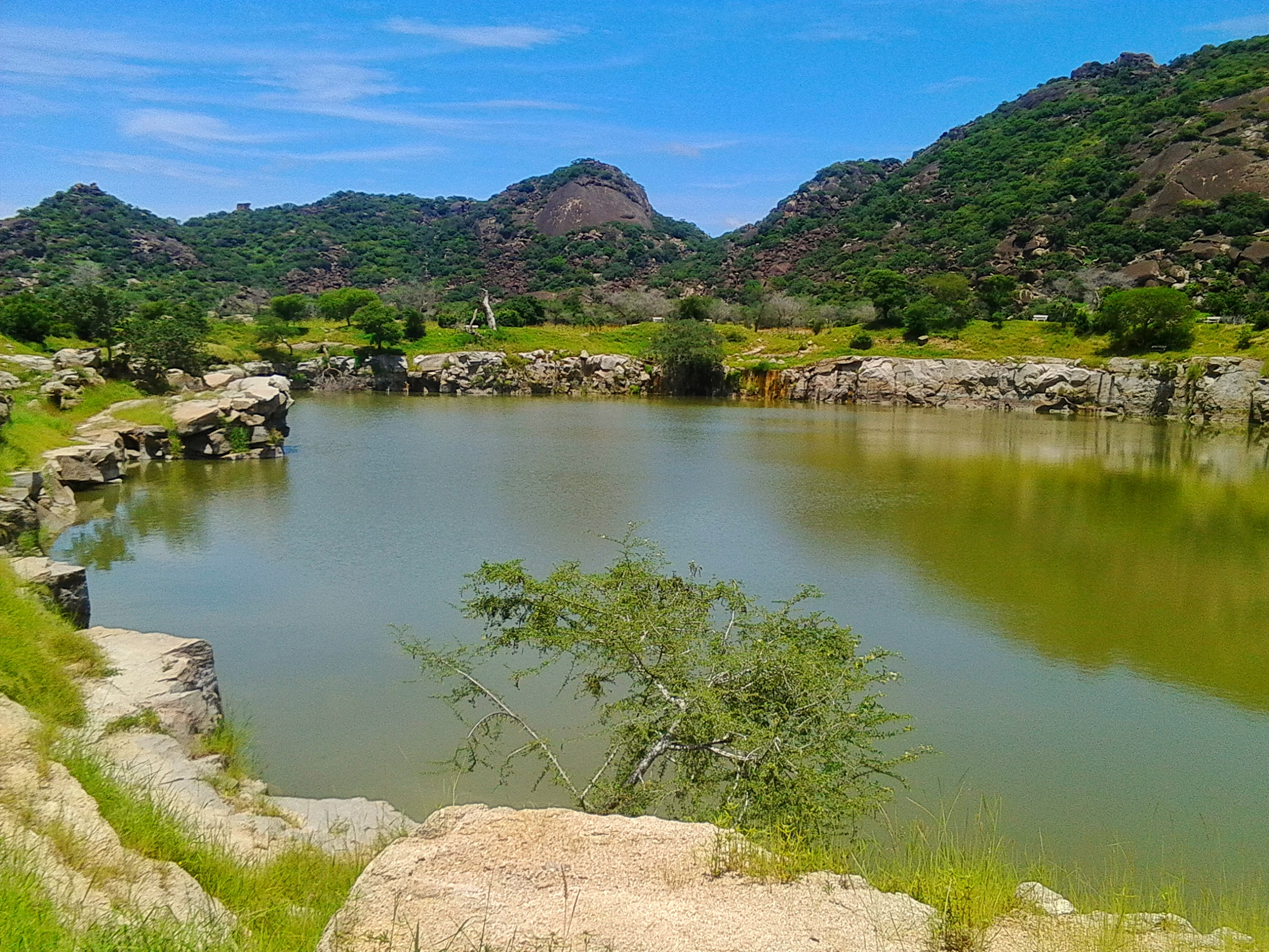
Озеро Boboyo
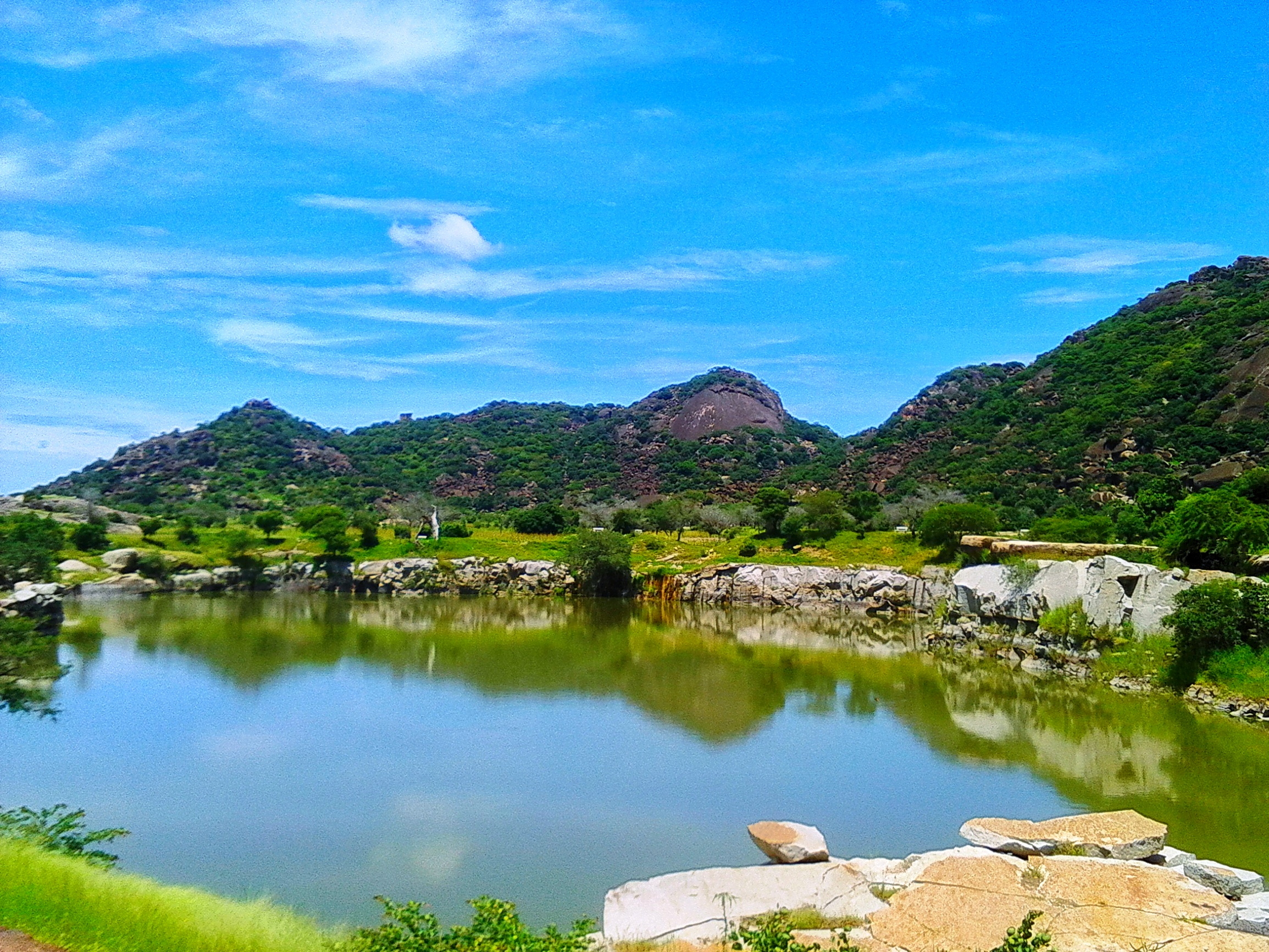
Озеро Boboyo